# Windpark Amakhala Emoyeni
Der Windpark Amakhala Emoyeni ist ein Windpark in Südafrika, der sich nahe Bedford befindet. Er ist Teil eines mit Stand 2016 noch in Planung befindlichen größeren Windparkprojektes. Dieses soll sich langfristig über eine Fläche von mehr als 130 km² Weideland erstrecken, von denen ca. 0,75 km² dauerhaft beansprucht werden.
Die erste Ausbaustufe, deren Bau 2014 begann, wurde im Juli 2016 offiziell in Betrieb genommen. Diese besteht aus 56 Windkraftanlagen des Typs Nordex N117/2400, die bei einem Rotordurchmesser von 117 Metern eine Nennleistung von 2,4 MW haben. Errichtet wurden die Anlagen auf einem Stahlrohrturm mit einer Nabenhöhe von 91 Metern, sodass die Gesamthöhe ca. 150 Meter beträgt. Das jährliche Regelarbeitsvermögen des Windparks liegt bei ca. 450 GWh, womit pro Jahr etwa 445.000 Tonnen Kohlenstoffdioxid eingespart werden können.
Die Einspeisung der elektrischen Energie in das Stromnetz erfolgt mittels eines für den Windpark errichteten Umspannwerkes auf der 132-kV-Ebene.